# 도수 확률
도수 확률(Frequentist probability,frequentism) 또는 빈도(frequency) 확률은 확률 해석(Probability interpretations)의 하나이다. 이것은 많은 시도에서 얻어지는 데이터로부터 사건의 확률을 상대 빈도(relative frequency)의 한계로 정의한다. 원칙적으로 확률(probability)은 반복 가능한 객관적 프로세스에 의해 발견될 수 있다(따라서 이상적으로는 의견이 없다). 이러한 해석은 많은 실험 과학자와 설문 조사자의 통계적 요구를 지원한다. 그러나 모든 요구를 지원하는 것은 아니다. 도박처럼 실험없이 확률을 추정해야하기도 한다.
이러한 도수 확률의 설명에대한 필요성과 발달은 이전의 지배적 관점인 확률의 고전적 해석(Classical definition of probability)의 문제와 역설에 의해 동기를 부여 받았다. 고전 해석에서 확률은 문제의 자연 대칭에 따라 무차별 원리(principle of indifference) 또는 불충분한 이유의 원칙(principle of insufficient reason)으로 정의되었었다. 예를 들어 주사위 게임의 확률은 정육면체인 큐브의 자연스러운 대칭 6면에서 발생한다. 이러한 고전적 해석은 추론으로 이어지는 자연스러운 대칭이 없는 통계 문제에서 맞닥뜨려지게된다.

## 같이 보기
- 추론통계
- 베이즈 확률